# Frida (serie televisiva)
Frida (My Friend Flicka) è una serie televisiva statunitense in 39 episodi trasmessi per la prima volta nel corso di una sola stagione dal 1955 al 1956. Di genere western, rivolta ad un pubblico di ragazzi, è basata sul romanzo My Friend Flicka del 1941 di Mary O'Hara. Il romanzo era già stato adattato nel 1943 in un film dallo stesso titolo con protagonista il piccolo Roddy McDowall.
Nel 1954 erano nate due popolarissime serie televisive con protagonisti un bambino e un cane: Lassie con Tommy Rettig e Le avventure di Rin Tin Tin con Lee Aaker. Si cercava adesso di ripeterne il successo puntando piuttosto sul rapporto tra un ragazzino e il suo cavallo. Il lancio di Frida (il 30 settembre 1955) con protagonista Johnny Washbrook segue di una sola settimana quello di Le avventure di Campione con Barry Curtis. Entrambi i programmi però si dovranno fare da parte di fronte all'ultimo arrivato, Furia con Bobby Diamond, che dall'ottobre dello stesso anno si affermerà con un successo immediato e straordinario alla televisione americana.
Singolarmente, di tutte queste serie televisive che abbiano per protagonista un ragazzino e il suo cavallo o il suo cane (o entrambi), Frida è l'unica in cui il piccolo viva con i suoi genitori e non sia orfano (o di padre o di madre o di entrambi). 

## Trama
La serie è ambientata in un ranch del Wyoming alla fine del XIX secolo ed è incentrata sulle vicende di Ken McLaughlin, un ragazzo affezionato al suo cavallo Frida ("Flicka" nella versione originale).

## Personaggi e interpreti

### Cast principale
- Ken McLaughlin (39 episodi, 1955-1956), interpretato da Johnny Washbrook - il ragazzino.
- Frida (Flicka) (39 episodi, 1955-1956), interpretato da Wahana - il cavallo.
- Rob McLaughlin (39 episodi, 1955-1956), interpretato da Gene Evans - il padre di Ken, ex ufficiale dell'esercito.
- Nell McLaughlin (39 episodi, 1955-1956), interpretata da Anita Louise - la madre di Ken.
- Gus Broeberg (39 episodi, 1955-1956), interpretato da Frank Ferguson.

### Altri interpreti
- Hildy Broeberg (9 episodi, 1955-1956), interpretato da Pamela Baird.
- Sceriffo Downey (7 episodi, 1955-1956), interpretato da Sydney Mason.
- Ben (5 episodi, 1955-1956), interpretato da Robert Adler.
- Sergente Tim O'Gara (3 episodi, 1955-1956), interpretato da Tudor Owen.
- Doc Harrow (3 episodi, 1955-1956), interpretato da Phil Chambers.
- Marshal (3 episodi, 1955-1956), interpretato da Craig Duncan.
- August Hoskins (3 episodi, 1955-1956), interpretato da Claude Akins.
- Jeb Taylor (3 episodi, 1955-1956), interpretato da Guinn 'Big Boy' Williams.

## Produzione
La serie fu prodotta da:
- 20th Century Fox Television (1956-1966)
- American Broadcasting Company (ABC) (1959-1960 e 1962-1963)
- Columbia Broadcasting System (CBS) (1956-1957, 1961-1962 e 1964-1966)
- National Broadcasting Company (NBC) (1957-1958)

Fu girata negli studios della 20th Century Fox a Century City e nel ranch a Calabasas in California. Le musiche furono composte da Leon Klatzkin.

### Registi
Tra i registi sono accreditati:
- John English in 12 episodi (1955-1956)
- Robert Gordon in 8 episodi (1955-1956)
- Nathan Juran in 5 episodi (1955-1956)
- Frederick Stephani in 3 episodi (1955)
- James B. Clark in 2 episodi (1955-1956)

### Sceneggiatori
Tra gli sceneggiatori sono accreditati:
- Mary O'Hara in 39 episodi (1955-1956)
- Jerry Sackheim in 7 episodi (1955-1956)
- Kay Lenard in 6 episodi (1955-1956)
- Curtis Kenyon in 5 episodi (1955-1956)
- Arthur Browne Jr. in 4 episodi (1955-1956)
- Nat Tanchuck in 4 episodi (1955-1956)
- Peter Packer in 3 episodi (1955-1956)
- DeVallon Scott in 3 episodi (1955-1956)
- George Asness in 3 episodi (1956)
- Jack Jacobs in 2 episodi (1955)
- Harold Shumate in 2 episodi (1955)
- Malvin Wald in 2 episodi (1955)
- Lowell S. Hawley in 2 episodi (1956)

## Distribuzione
La serie fu trasmessa negli Stati Uniti dal 30 settembre 1955 al 22 giugno 1956 sulla rete televisiva CBS.
Alcune delle uscite internazionali sono state:
- in Francia il 16 aprile 1960 (Mon amie Flicka)
- in Germania Ovest il 19 febbraio 1969 (Flicka)
- in Svezia il 26 settembre 1988
- in Italia  (Frida; anche Frida, il cavallo selvaggio) nel 1961

## Episodi
| Stagione       | Episodi | Prima TV USA |
| -------------- | ------- | ------------ |
| Prima stagione | 39      | 1955-1956    |